# Anthony Šerić
Anthony Šerić (15 de enero de 1979, Sídney-Australia), es un exfutbolista australiano nacionalizado y de ascendencia croata, se desempeñaba  como lateral izquierdo, se retiró jugando en el Sporting Clube Olhanense de Portugal. Es primo de Ante Bakmaz jugador de FK Kauno Žalgiris.

## Clubes
| Club                     | País     | Años      |
| ------------------------ | -------- | --------- |
| Hajduk Split             | Croacia  | 1997–1999 |
| Hellas Verona FC         | Italia   | 1999–2002 |
| Brescia                  | Italia   | 2002–2003 |
| Parma FC                 | Italia   | 2003–2004 |
| SS Lazio                 | Italia   | 2004–2005 |
| Panathinaikos FC         | Grecia   | 2005–2008 |
| Beşiktaş JK              | Turquía  | 2008      |
| Hajduk Split             | Croacia  | 2008–2010 |
| Karabükspor              | Turquía  | 2010–2013 |
| Sporting Clube Olhanense | Portugal | 2013-2014 |

## Palmarés

### Amistosos internacionales
| Título     | Club                 | País          | Año  |
| ---------- | -------------------- | ------------- | ---- |
| Copa Corea | Selección de Croacia | Corea del Sur | 1999 |

- Datos: Q375758
- Multimedia: Anthony Šerić / Q375758